# Anders Dreyer
Anders Dreyer (født 2. maj 1998) er en dansk fodboldspiller, der spiller for San Diego FC.

## Karriere

### Esbjerg fB
Dreyer kom til Esbjerg fB i 2012, og i 2017 fik han debut på førsteholdet i nedrykningsspillet i Superligaen. I den følgende sæson fik han sit store gennembrud og var med sine 21 mål medvirkende til at sikre sin klub tilbagevenden til den bedste række. Han blev også topscorer i 1. division, hvor de 18 af målene blev scoret.

### Brighton
De mange mål gav interesse for Dreyer, der i august 2018 blev solgt til Premier League-klubben Brighton & Hove Albion F.C., hvor han i første omgang var tiltænkt en rolle på U/23-holdet.
I januar 2019 blev han udlejet til St Mirren på en aftale gældende for den resterende del af sæsonen.

### FC Midtjylland
Den 6. januar 2020 meddelte FC Midtjylland, at klubben havde skrevet en 4-årig aftale med Anders Dreyer.

### Rubin Kazan
Den 28. august 2021, blev Dreyer solgt fra Midtjylland til den russiske klub Rubin Kazan for cirka 55 millioner kr.

## Landsholdskarriere
Anders Dreyer har spillet på flere af de danske ungdomslandshold og har per august 2018 spillet i alt 13 kampe og scoret tre mål.

## Hæder
FC Midtjylland
- Superliga: 2019–20

### Individuelt
- Topscorer, U/19 Ligaen: 2016-17 (21 mål)[10]